# Steven Old
Steven David Old (Palmerston North, 17 febbraio 1986) è un ex calciatore neozelandese, di ruolo difensore.